# Испания на летних Олимпийских играх 2004
Испания на летних Олимпийских играх 2004 была представлена 316 спортсменами. По сравнению с прошлыми играми Испания совершила качественный рывок вперёд и смогла завоевать на 8 серебряных медалей больше. При этом количество золотых медалей не изменилось.

## Награды

### Золото
| Золото |                                |                                                      |
| №      | Спортсмены                     | Вид спорта (дисциплина)                              |
| 1      | Давид Кал                      | Гребля на байдарках и каноэ (каноэ-одиночка, 1000 м) |
| 2      | Хервасио Деферр                | Спортивная гимнастика (опорный прыжок)               |
| 3      | Икер Мартинес Хавьер Фернандес | Парусный спорт (49er)                                |

### Серебро
| Серебро |                                                                       |                                                     |
| №       | Спортсмены                                                            | Вид спорта (дисциплина)                             |
| 1       | Жоан Льянерас                                                         | Велоспорт (гонка по очкам)                          |
| 2       | Хосе Антонио Эскюдеро                                                 | Велоспорт (кейрин)                                  |
| 3       | Хосе Антонио Эрмида                                                   | Велоспорт (маунтинбайк)                             |
| 4       | Хавьер Босма Пабло Эррера                                             | Пляжный волейбол (мужчины)                          |
| 5       | Давид Кал                                                             | Гребля на байдарках и каноэ (каноэ-одиночка, 500 м) |
| 6       | Беатрис Феррер Салат Хуан Антонио Хименес Игнасио Рамбла Рафаэль Сото | Конный спорт (командная выездка)                    |
| 7       | Франсиско Хавьер Фернандес                                            | Лёгкая атлетика (ходьба, 20 км)                     |
| 8       | Рафаэль Трухильо                                                      | Парусный спорт (Финн)                               |
| 9       | Сандра Асон Наталья Виа Дюфренс                                       | Парусный спорт (470)                                |
| 10      | Мария Квинтаналь                                                      | Стрельба (трап)                                     |
| 11      | Кончита Мартинес Вирхиния Руано Паскуаль                              | Теннис (женщины, пары)                              |

### Бронза
| Бронза |                                                                   |                                                |
| №      | Спортсмены                                                        | Вид спорта (дисциплина)                        |
| 1      | Серхи Эскобар                                                     | Велоспорт (индивидуальная гонка преследования) |
| 2      | Серхи Эскобар Карлос Кастано Панадеро Асьер Маэсту Карлос Торрент | Велоспорт (командная гонка преследования)      |
| 3      | Патрисия Морено                                                   | Спортивная гимнастика (вольные упражнения)     |
| 4      | Беатрис Феррер Салат                                              | Конный спорт (индивидуальная выездка)          |
| 5      | Хоан Лино Мартинес                                                | Лёгкая атлетика (прыжки в длину)               |
| 6      | Мануэль Мартинес                                                  | Лёгкая атлетика (толкание ядра)                |

## Состав олимпийской сборной Испании

### Велоспорт

#### Трековый велоспорт
Всего спортсменов — 2
Победители определялись по результатам одного соревновательного дня. В гите победителей определяли по лучшему времени, показанному на определённой дистанции, а в гонке по очкам и мэдисоне по количеству набранных баллов.
Мужчины
| Соревнование | Спортсмен                        | Результат  | Место |
| Соревнование | Спортсмен                        | Время Очки | Место |
| ------------ | -------------------------------- | ---------- | ----- |
| Мэдисон      | Мигель Альсамора Жоаном Льянерас | 7          | 6     |

### Водные виды спорта

#### Плавание
Спортсменов — 5
В следующий раунд на каждой дистанции проходили лучшие спортсмены по времени, независимо от места занятого в своём заплыве.
Мужчины
| Спортсмен     | Соревнование        | Предварительные заплывы | Предварительные заплывы | Полуфиналы | Полуфиналы | Финал     | Финал     |
| Спортсмен     | Соревнование        | Результат               | Место                   | Результат  | Место      | Результат | Место     |
| ------------- | ------------------- | ----------------------- | ----------------------- | ---------- | ---------- | --------- | --------- |
| Маркос Ривера | 400 м вольный стиль | 3:52,39                 | 19                      |            |            | Не прошёл | Не прошёл |

Женщины
| Спортсменка                                                 | Соревнование          | Предварительные заплывы | Предварительные заплывы | Полуфиналы | Полуфиналы | Финал     | Финал     |
| Спортсменка                                                 | Соревнование          | Результат               | Место                   | Результат  | Место      | Результат | Место     |
| ----------------------------------------------------------- | --------------------- | ----------------------- | ----------------------- | ---------- | ---------- | --------- | --------- |
| Татьяна Роуба Ана Белен Паломо Лаура Рока Мелисса Кабальеро | 4×100 м вольный стиль | 3:47,47                 | 14                      |            |            | Не прошли | Не прошли |

*—участвовали только в предварительном заплыве

### Лёгкая атлетика
Спортсменов — 4
Мужчины
| Спортсмен                  | Дисциплина      | Предварительный раунд | Предварительный раунд | Четвертьфиналы | Четвертьфиналы | Полуфиналы | Полуфиналы | Финал     | Финал |
| Спортсмен                  | Дисциплина      | Результат             | Место                 | Результат      | Место          | Результат  | Место      | Результат | Место |
| -------------------------- | --------------- | --------------------- | --------------------- | -------------- | -------------- | ---------- | ---------- | --------- | ----- |
| Франсиско Хавьер Фернандес | ходьба на 20 км |                       |                       |                |                |            |            | 1:19,45   | 2     |
| Хосе Антонио Гонсалес      | ходьба на 50 км |                       |                       |                |                |            |            | 4:11,51   | 33    |
| Хесус Анхель Гарсия        | ходьба на 50 км |                       |                       |                |                |            |            | 3:44,42   | 5     |
| Сантьяго Перес             | ходьба на 50 км |                       |                       |                |                |            |            | 3:49,48   | 8     |